# Gnomonia pruni
Gnomonia pruni är en svampart som beskrevs av Fuckel 1870. Gnomonia pruni ingår i släktet Gnomonia och familjen Gnomoniaceae.   Inga underarter finns listade i Catalogue of Life.